# Représentations diplomatiques de la République arabe sahraouie démocratique
La République arabe sahraouie démocratique est un État non reconnu internationalement apparu en 1975. Il possède six représentations diplomatiques.

## Afrique
- Afrique du Sud
  - Pretoria (bureau de représentation)
- Algérie
  - Alger (bureau de représentation)
- Nigeria
  - Abuja (bureau de représentation)

## Amérique
- Venezuela
  - Caracas (bureau de représentation)
- Cuba
  - La Havane (bureau de représentation)

## Europe
- Suède
  - Stockholm (bureau de représentation)